# رابطه اشغال-فراوانی
در بوم‌شناسی، رابطه اشغال-فراوانی (به انگلیسی: Occupancy–abundance relationship)، رابطه بین فراوانی گونهها و اندازه پراکندگی آنها در یک منطقه است. این رابطه شاید یکی از مستندترین روابط در کلان‌بوم‌شناسی باشد و هم در درون و هم برون‌گونه‌ای (در درون و میان گونه‌ها) اعمال می‌شود. در بیشتر موارد، رابطه O-A یک رابطه مثبت است. اگرچه یک رابطه O-A قابل انتظار است، با توجه به اینکه گونه‌ای که یک منطقه را کلنی‌سازی می‌کند باید از مبدأ عبور کند (صفر فراوانی، اشغال صفر) و می‌تواند به حداکثر فراوانی و پراکندگی نظری برسد (یعنی می‌توان انتظار داشت که اشغال و فراوانی با هم همراه باشند. -متغیر)، رابطه شرح داده‌شده در اینجا تا اندازه‌ای اساسی‌تر است، زیرا تغییرهای دیده‌شده در محدوده با تغییرهای بیشتر از نسبتی در فراوانی همراه است. اگرچه به نظر می‌رسد که این رابطه فراگیر باشد (مانند گاستون 1996 و ارجاع‌های موجود در آن)، و پیامدهای مهمی برای حفاظت از گونه‌های در معرض خطر دارد، سازوکارهای زیربنایی آن به خوبی شناخته نشده‌است
رابطه اشغال-فراوانی درون‌گونه‌ای - به معنای رابطه بین فراوانی و اندازه پراکندگی در یک گونه واحد تولیدشده با استفاده از داده‌های سری زمانی است.